# Alexander Ahrens

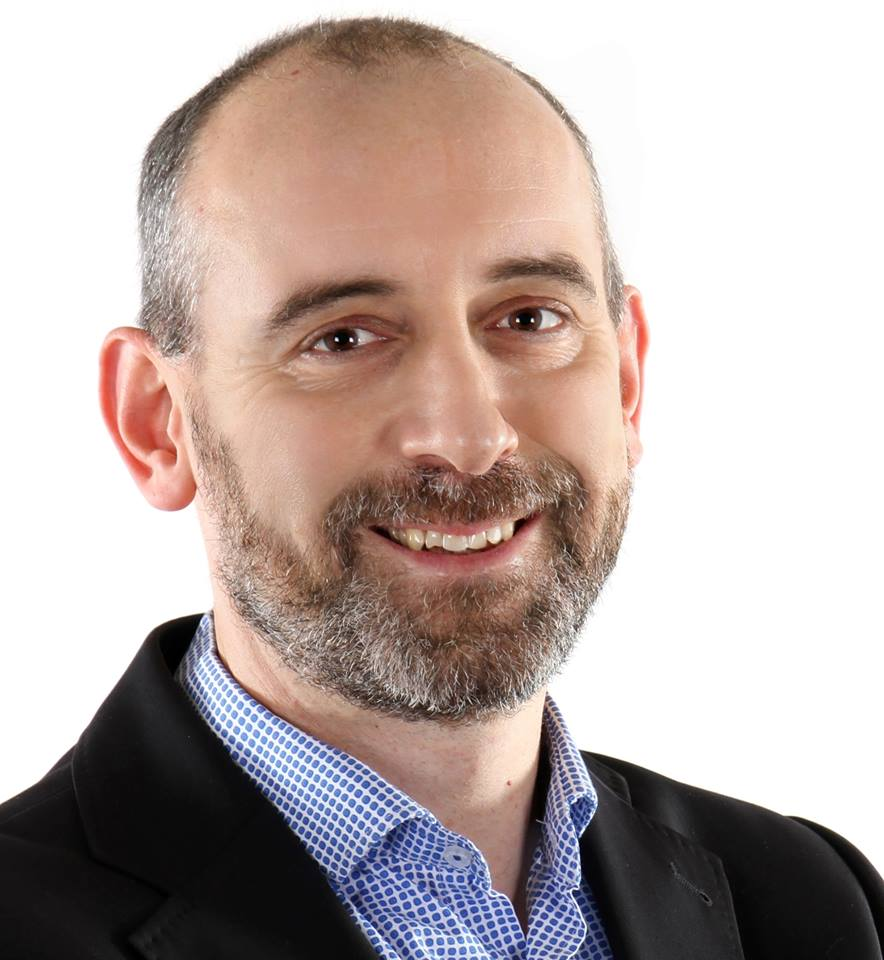
Alexander Ahrens (2015)

Alexander Ahrens (* 19. Januar 1966 in West-Berlin) ist ein deutscher Jurist, Sinologe und Kommunalpolitiker der SPD (bis März 2017 parteilos). Von 2015 bis 2022 war er Oberbürgermeister von Bautzen.

## Leben
Ahrens absolvierte von 1985 bis 1990 ein Studium der Sinologie in Berlin, an das sich ein Studium der Rechtswissenschaft anschloss. Dieses beendete er mit dem zweiten Juristischen Staatsexamen. Danach ging er nach Hongkong und Shanghai, um dort als Firmenjurist für große deutsche Industrieunternehmen zu arbeiten. Nach dem Jahr 2002 absolvierte er in Deutschland eine Ausbildung zum Fachanwalt für Steuerrecht. Gleichzeitig war er ab 2000 als selbstständiger Rechtsanwalt und Partner in einer wirtschafts- und steuerrechtlich ausgerichteten Kanzlei in Berlin niedergelassen. Von 2007 bis 2012 war Ahrens selbständiger Finanzplaner der MLP AG in Berlin.
Ab 2008 wechselte er den Wohnort und ist seitdem mit dem ersten Wohnsitz in Bautzen angemeldet.
Ahrens ist mit einer Kriminalpolizistin verheiratet, hat vier Kinder und ist Jäger.
Von 1992 bis 2001 war er SPD-Mitglied. 2017 trat er erneut in die SPD ein. 

## Bürgermeisterwahl 2015
Zur Bürgermeisterwahl 2015 wurde er, damals parteilos, von den im Stadtrat vertretenen Parteien DIE LINKE, Bürgerbündnis Bautzen (BBBz) und der SPD aufgestellt. Nachdem er bereits im ersten Wahlgang das beste Ergebnis erzielt hatte, setzte er sich in der zweiten Runde mit 48,1 % der Stimmen gegen den CDU-Kandidaten Matthias Knaak (35,3 %) durch und wurde Nachfolger des langjährigen Oberbürgermeisters Christian Schramm.

## Kandidatur um den SPD-Parteivorsitz
Nach dem Rücktritt von Parteichefin Andrea Nahles gab die Flensburger Oberbürgermeisterin Simone Lange Anfang August 2019 bekannt, gemeinsam mit Ahrens für den SPD-Parteivorsitz kandidieren zu wollen. Ahrens sagte dazu: „Umso wichtiger ist es nun, aus diesen Kommunen heraus Verantwortung für unsere Partei zu übernehmen, sie zu erneuern und die drängenden und wichtigen Themen unserer Zeit auf die Tagesordnung zu setzen.“ Am 4. September 2019 erklärte das Bewerberduo den Rückzug zugunsten der Mitbewerber Saskia Esken und Norbert Walter-Borjans.

## Mitgliedschaft in Gremien
Von 2014 bis 2022 war Ahrens Mitglied als Oberbürgermeister im Aufsichtsrat der BBB (Beteiligungs- und Betriebsgesellschaft Bautzen). Von April 2016 bis zu seinem Ausscheiden aus dem Amt als Oberbürgermeister war er als Vertreter des Sächsischen Städte- und Gemeindetages Mitglied im Stiftungsrat der Stiftung für das sorbische Volk.
Im Mai 2019 wurde er auf der SPD-Liste in den Bautzener Kreistag gewählt, dem er bis zur Wahl 2024 angehörte.